# Королівська Академія мистецтв Сан Карлос
Королівська Академія мистецтв Сан Карлос, ісп. La Real Academia de Bellas Artes de San Carlos — академія мистецтв у Валенсії, Іспанія.

## Історія
Попередником Академії Сан Карлос була Академія Санта Барбари, що розміщувалася у корпусі Університету Валенсії, названа на честь дружини короля Фердинанда VI, Барбари де Браґанси, і створена його розпорядженням на прохання художників Валенсії.
Після смерті монарха через економічні труднощі Академію ліквідували. Намагаючись відродити заклад, 14 лютого 1768 король Карлос III видає указ про створення Академії зразка Королівської Академії мистецтв Сан Фернандо, яка б втілювала найкращі риси тогочасних закладів Іспанії та Франції. Тодішня офіційна назва закладу — Королівська Академія Трьох Благородних Мистецтв Сан Карлос.
Через неймовірне зростання числа студентів невелике приміщення стало непридатним для Академії. У 1838 році держава передала у власність Академії монастир Ель-Кармен, де продовжилося викладання дисциплін та розширення колекції творів, які зберігалися в музеї мистецтв та старожитностей.
З 1909 року офіційно став художньою організацією, яка функціонувала у трьох основних напрямках: академічний — розвиток художньої ерудиції, доповіді та обговорення; дидактичний — теорія та практика викладання мистецтв; освітній — створення Музею живопису та скульптури. Королівським указом 24 липня 1913 Музей був офіційно відокремлений від Академії.
У 1942 році приміщення монастиря перейшло до Школи Мистецтв, а Академія та музейний фонд переїхали у колишній монастир святого Пія V, де в 2007 закріпилися офіційно.

## Структура та підрозділи
Діяльність Академії регулюється статутами та правилами. Академія складається з чотирьох відділів: архітектури, скульптури, малюнка-ритини, музики.
Діяльність та організація Академії регулюється постановою уряду Комунідаду Валенсії від 1989. Рада управління Академії: Високий Патрон — король Іспанії, Почесна президія в яку входять члени уряду Валенсії.